# Popivka
Popivka (în ucraineană Попівка) este un sat în comuna Danîlivka din raionul Bilovodsk, regiunea Luhansk, Ucraina.

## Demografie
Componența lingvistică a localității Pervomaisk
     Ucraineană (94,44%)
     Rusă (5,56%)
Conform recensământului din 2001, majoritatea populației localității Pervomaisk era vorbitoare de ucraineană (94,44%), existând în minoritate și vorbitori de rusă (5,56%).